# دينيس ليهان
دينيس ليهان (بالإنجليزية: Dennis Lehane؛ مواليد 4 أغسطس 1965) هو كاتب أمريكي. نشر أكثر من اثنتي عشرة رواية.
ولد الكاتب دينيس ليهان في 4 أغسطس 1966م في الولايات المتحدة الأمريكية، وهو من أعظم مؤلفي العصر الحديث، وقد أطلق عليه البعض أنه رائد روايات الإثارة والغموض الممزوجة بالأمراض النفسية، وذلك لبراعته في كتابة تلك النوعية من الروايات، وله العديد من الروايات التي حققت شهرة واسعة حول العالم ،

## وصلات خارجية
- دينيس ليهان في قاعدة بيانات الأفلام على الإنترنت
- مقابلة مع دنيس ليهان، للحديث عن مسلسلات الغموض (2001)